# Maurice Verdonck
Maurice Augustus Verdonck (Gante, 21 de abril de 1879-Gentbrugge, 1 de marzo de 1968) fue un deportista belga que compitió en remo.
Participó en los Juegos Olímpicos de París 1900, obteniendo una medalla de plata en la prueba de ocho con timonel. Ganó una medalla de oro en el Campeonato Europeo de Remo de 1900.

## Palmarés internacional
| Juegos Olímpicos   | Juegos Olímpicos | Juegos Olímpicos | Juegos Olímpicos |
| Año                | Lugar            | Medalla          | Prueba           |
| ------------------ | ---------------- | ---------------- | ---------------- |
| 1900               | París (Francia)  | Medalla de plata | Ocho con timonel |
| Campeonato Europeo |                  |                  |                  |
| Año                | Lugar            | Medalla          | Prueba           |
| 1900               | París (Francia)  | Medalla de oro   | Ocho con timonel |